# Juan Bardem Aguado
Juan Bardem Aguado (Madrid, 21 de novembre 1956) és un compositor musical espanyol, principalment de bandes sonores de cinema. És fill del director de cinema Juan Antonio Bardem i cosí germà de l'actor Javier Bardem. Va estudiar al Conservatori de Madrid i a mitjans de la dècada del 1980 es va dedicar a la composició de bandes sonores. Actualment treballa al departament d'ambientació musical de RTVE. Va començar amb bandes sonores de sèries de televisió com Lorca, muerte de un poeta (1987), El joven Picasso (1993) i El día en que me quieras (1994). Aquell mateix any va començar a treballar al cinema i el 1998 fou nominat al Goya a la millor música original per Los años bárbaros. El 2003 va guanyar el Goya a la millor música original per Al sur de Granada. Ha estat nominat novament als Goya per El próximo Oriente (2006) i La banda Picasso (2012)

## Filmografia
- Lorca, muerte de un poeta (1987)
- El joven Picasso (1993)
- El día en que me quieras (1994).
- Más que amor frenesí (1996)
- Los años bárbaros (1998)
- Resultado final (1998)
- La mujer más fea del mundo (1999)
- A mi madre le gustan las mujeres (2002)
- Al sur de Granada (2003)
- Incautos (2004)
- El próximo Oriente (2006)
- Mortadelo y Filemón. Misión: Salvar la Tierra (2008)
- La banda Picasso (2012)